# APE 4.80

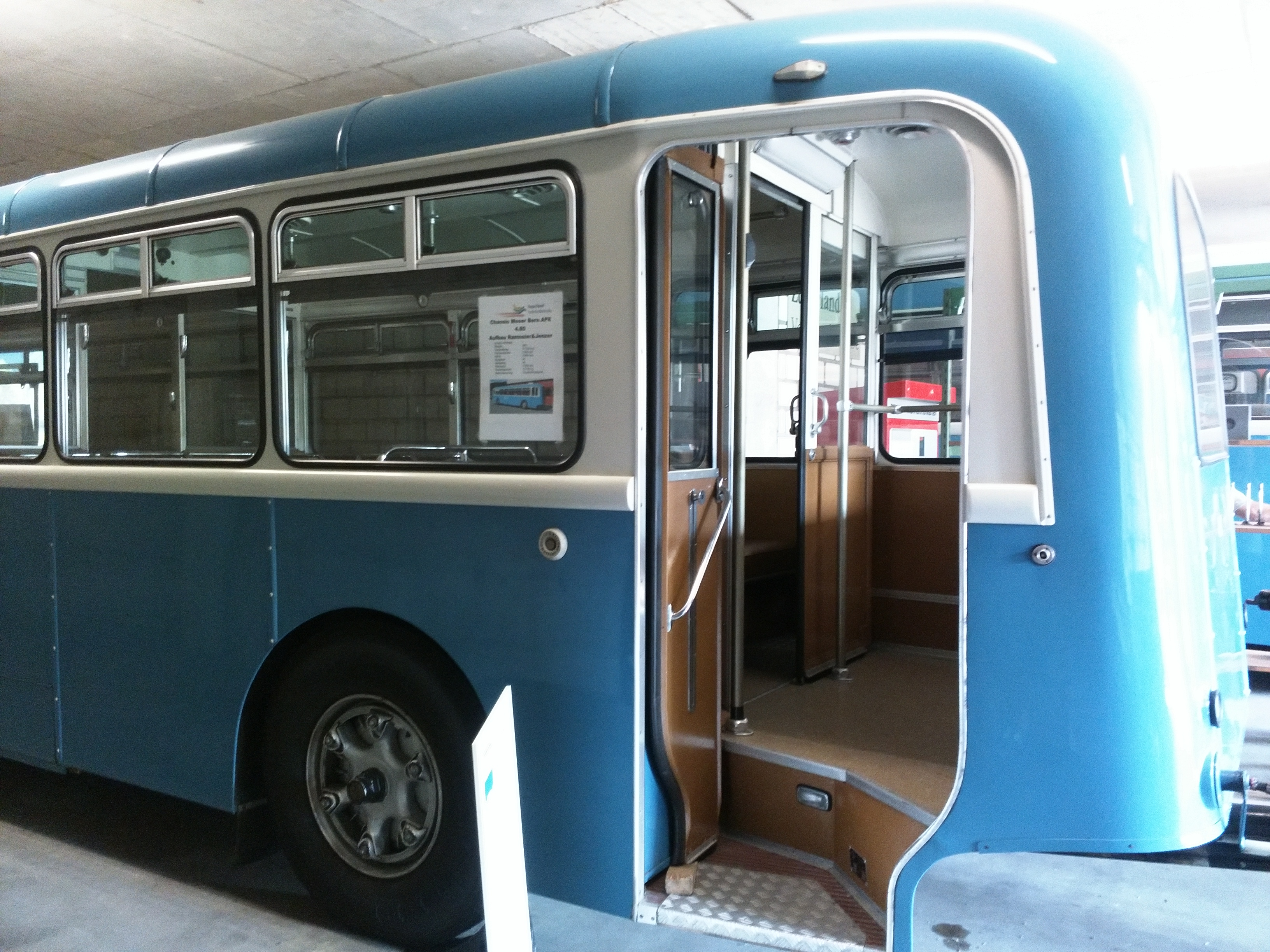
Personenanhänger APE 4.80

Der APE 4.80 ist ein Personenanhänger für Autobusse und wurde von den Herstellern Gebrüder Moser + Cie und Ramseier & Jenzer + Cie, beide in Bern, an die Zugerland Verkehrsbetriebe (ZVB) geliefert.

## Geschichte
Baubeginn der ersten Wagen war im Jahr 1961. Der Aufbau stammt von der Ramseier & Jenzer + Cie. Im Jahre 1963 verfügte die ZVB über zehn Personenanhänger. Diese wurden hinter Autobussen des Typs Saurer 5 DUK auf den Bergstrecken Zug–Ägeri (Linie 1) und Zug–Menzingen (Linie 2) verwendet. Die APE 4.80 hatten dieselbe blaue Farbgebung wie die Saurer DUK 5-Autobusse, diese erste Tranche APE 4.80 behielt diese blaue Farbe bis zu ihrem Ausscheiden aus dem Linienverkehr. Um 1975/76 wurde zusammen mit den orangefarbenen acht FBW-Bussen (Herstellerbezeichnung FBW/Hess 91 U EU4A) auch neue Anhängewagen in oranger VST-Einheitslackierung beschafft. Der Wagen Nummer 28 (ehemals Nummer 3) ist immer noch vorhanden. Er befindet sich im Zuger Depot Technikgeschichte.
Alle APE 4.80 verfügen über eine Anhängerkupplung, an diese konnten einachsige oder auch zweiachsige Gepäckanhänger AGP 3 montiert werden. Alle Wagen waren so konzipiert, dass der Einsteigeraum am Heck auch als Gepäckabteil fungierte, diese waren durch Schiebetüren vom Fahrgastraum getrennt. Bei der ersten Tranche war der Fahrgastraum zudem mittels einer Zwischenwand mit Türe in ein Raucher- und Nichtraucherabteil unterteilt, bei der zweiten Tranche war der ganze Wagen als Nichtraucherabteil ausgelegt. Beide Abteile waren mit hellbraunen Ledersitzen ausgerüstet.

## Technische Daten
- Gesamtlänge 10'700 mm
- Fahrzeugbreite 2500 mm
- Höhe 3054 mm
- Sitzplätze 40
- Stehplätze 40
- Radstand 5900 mm
- Gesamtgewicht 12'700 kg

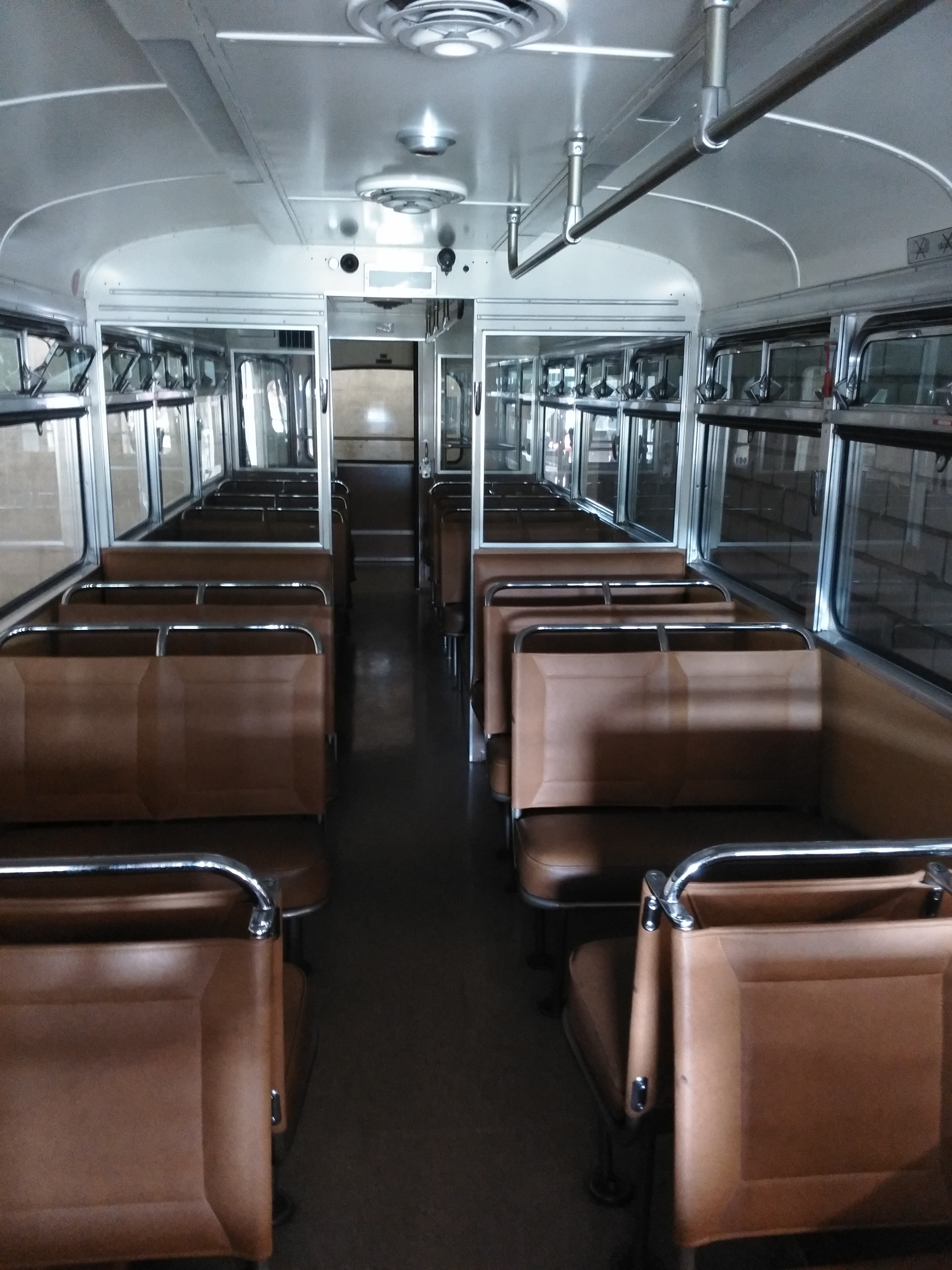
Fahrgastraum

- Bremssteuerung Druckluft-Hydraulik